# Chlorococcus chloris
Chlorococcus chloris är en insektsart som först beskrevs av John Wyman Beardsley 1963. 
Chlorococcus chloris ingår i släktet Chlorococcus och familjen ullsköldlöss. Inga underarter finns listade i Catalogue of Life.